# Isao Tomita
Isao Tomita (冨田 勲, Tomita Isao, 22 de abril de 1932 – 5 de maio de 2016) foi um tecladista e compositor de música eletrônica japonês. Em 1974, Tomita lançou o LP Snowflakes are Dancing, recebendo o prêmio da National Association of Record Merchandisers (NARM) como melhor gravação de música clássica do ano.
Tomita adaptou partituras orquestrais para o sintetizador e desenvolveu técnicas de obtenção de sons eletrônicos para serem empregados no lugar dos sons dos instrumentos acústicos. As produções de Tomita na década de 1970 envolvem muitas tarefas de criação e transformação do som. As partituras dos grandes compositores foram analisadas e as possibilidades de utilização dos sintetizadores para a criação das versões eletrônicas foram cuidadosamente estudadas.

## Álbuns
O álbum Daphnis et Chloé – The Ravel Album (1979), também lançado com o título de Bolero, é o preferido de Tomita, e sem dúvida, um de seus trabalhos mais expressivos. Uma versão eletrônica magnífica para a obra de Ravel demonstrando toda a genialidade de Tomita. Em Bermuda Triangle, também indicado ao Grammy de 1979, Tomita realizou versões para obras de Prokofiev, John Willians e Ravel.

## Concertos
Tomita apresentou concertos de “nuvens sonoras“ com um sistema de alto-falantes em torno do público para projetar os sons eletrônicos de diferentes pontos. Um grande concerto foi realizado em 1984 no festival anual de música contemporânea Ars Electronica em Linz, Áustria. Tomita executou suas gravações numa pirâmide de vidro suspensa sobre uma audiência de oitenta mil pessoas.